# ورپلوه
ورپلوه (به آلمانی: Werpeloh) یک شهر در آلمان است که در سوگل واقع شده‌است. ورپلوه ۱٬۱۰۷ نفر جمعیت دارد.